# Brescia (stacja kolejowa)
Brescia – stacja kolejowa w Bresci, w regionie Lombardia, we Włoszech. Znajduje się na linii Mediolan - Wenecja. Jest to również stacja początkowa dla linii wychodzących w kierunku Bergamo, Cremony i Parmy, jak również linii FERROVIENORD do Edolo.
Jest to stacja średniej wielkości, obsługująca 9 mln pasażerów rocznie. Należy do projektu Centostazioni, co przyczyniło się do modernizacji budynku i infrastruktury dworca.